# Marie-Andrée Michaud
Marie-Andrée Michaud, née le 25 juin 1948 à Montréal, est une animatrice de radio, auteure et conférencière canadienne.

## Biographie
Elle passe une partie de sa vie à Toronto, où elle est correspondante et commentatrice à la télévision et à la chaîne culturelle de Radio-Canada. En 1998, elle publie son premier ouvrage, L'Amour dans l'ombre (Le Nordir), un recueil de prose poétique. S'intéressant de plus en plus au développement personnel, elle anime pendant deux étés l'émission «Le Huitième jour», qui présente des entrevues explorant le cheminement spirituel de personnes diverses. Elle en tire un recueil, La voie du cœur: entretiens sur le cheminement intérieur, publié chez Fides en 2000.
En 2003, elle publie un nouveau recueil d'entrevues réalisées pour le magazine Guide Ressources (Voix de la Terre, Fides). Elle travaille aussi pour la station Radio Ville-Marie, réalisant et animant en 2004 la série «Terre sacrée», dans laquelle elle exprime son désir d'une nouvelle conscience écologique pour l'humanité. Elle en tire deux nouveaux livres: Le feu sacré de la création : développer une nouvelle conscience de l’univers (Fides, 2006) et SOS Terre en péril : pour une nouvelle conscience planétaire (Fides, 2010). En 2015, elle publie Histoires pour le cœur (Éditions Mille et une vies), un recueil de textes courts qui explorent la dimension spirituelle de la vie.
Conférencière et animatrice d'ateliers, inspirée par le mouvement de «Spiritualité de la création» de Matthew Fox, elle a cofondé le Centre Terre Sacrée, à Montréal, en 2011.